# Constance Marie
Constance Marie Lopez (Este de Los Ángeles, California; 9 de septiembre de 1965) es una actriz estadounidense de ascendencia mexicana. Conocida profesionalmente como Constance Marie, ella es conocida por su papel de Angie López de George Lopez (2002-2007) y por su papel de Marcella Quintanilla (madre de Selena) en la película de 1997 Selena. Actualmente interpreta a Regina Vazquez en el drama de ABC Family, Switched at Birth.

## Primeros años
A la edad de 19, Marie apareció como bailarina en el musical "Cosmopolis", del compositor Ryuichi Sakamoto en Japón. Cuando regresó a Los Ángeles fue descubierta en un club por un coreógrafo de danza para David Bowie. Ella fue elegida entre 500 bailarines para gira con David Bowie en su gira de 1987 en todo el mundo Glass Spider Tour. Habla Inglés y Español. [cita requerida]

## Carrera
La carrera en la actuación de Marie comenzó cuando ella estaba en su adolescencia. Ella consiguió un lugar en la película Salsa. Otros créditos incluyen Early Edition, Dirty Dancing, Selena, Spin City, The Underworld y Ally McBeal.
Marie fue elegida para el papel de Angie López en la comedia de televisión George Lopez. Marie tomó entonces la parte de Yolanda en la película de 2001 Tortilla Soup. Ella también apareció en la serie American Family.
En octubre de 2007, lanzó su propia línea de ropa, "The Constance Marie Collection".[cita requerida]
En el verano de 2011, Marie obtuvo un papel protagonista en el drama de ABC Family, Switched at Birth, interpretando a la madre biológica una de las niñas y la madre de facto de la otra.

## Filmografía

### Películas
| Año  | Título               | Personaje           | Notas                  |
| ---- | -------------------- | ------------------- | ---------------------- |
| 1988 | Glass Spider         | Bailarina destacada | Concierto de vídeo     |
| 1988 | Salsa                | Bailarina destacada |                        |
| 1993 | 12:01                | Joan Zevo           | Película de televisión |
| 1994 | Island City          | Connie Sealle       | Película de televisión |
| 1995 | My Family            | Toni                |                        |
| 1995 | Fast Company         | Liz Shelby          | Película de televisión |
| 1997 | Selena               | Marcela Quintanilla |                        |
| 1997 | The Underworld       | Actress             | Película de televisión |
| 1999 | The Last Marshall    | Rosa                |                        |
| 2000 | Dancing in September | Teresa Lopez        |                        |
| 2001 | See Spot Run         | La vecina           | Sin acreditar          |
| 2001 | Tortilla Soup        | Yolanda             |                        |
| 2006 | Puff, Puff, Pass     | Montana             |                        |
| 2011 | Puss in Boots        | Imelda              | Voz                    |

### Televisión
| Año       | Título                                   | Personaje              | Notas                                 |
| --------- | ---------------------------------------- | ---------------------- | ------------------------------------- |
| 1988-1989 | Dirty Dancing                            | Penny Rivera           | 11 episodios                          |
| 1989-1990 | Santa Barbara                            | Nikki Álvarez          |                                       |
| 1991      | The Man in the Family                    | Jenny                  | 1 episodio                            |
| 1991      | Sibs                                     | Actriz                 | 1 episodio                            |
| 1992      | Reasonable Doubts]                       | Official Petra Delgado | 1 episodio                            |
| 1992      | The Hat Squad                            | Actriz                 | 1 episodio                            |
| 1993      | Cobra                                    | Maria                  | 1 episodio                            |
| 1996      | The Sentinel                             | Beverley Sanchez       | 1 episodio                            |
| 1997      | Spin City                                | Gabby Sanchez          | 1 episodio                            |
| 1997-1998 | Union Square                             | Gabriella Diaz         | 13 episodios                          |
| 1998-2000 | Early Edition                            | Toni Brigatti          | 6 episodios                           |
| 1999      | Two Guys, a Girl and a Pizza Place       | Venita                 | 2 episodios                           |
| 2000-2001 | For Your Love                            | Samantha               | 6 episodios                           |
| 2001      | Ally McBeal                              | Inez Cortez            | 1 episodio                            |
| 2001      | That '70s Show                           | Little Drummer Boy     | 1 episodio (voz)                      |
| 2002      | American Family                          | Nina Gonzalez          | 13 episodios                          |
| 2002-2007 | George Lopez                             | Angie Lopez            | Rol principal                         |
| 2008      | CSI: Crime Scene Investigation           | Det. Carolina Flores   | 1 episodio                            |
| 2009      | The Secret Life of the American Teenager | Virginia Molina        | 1 episodio                            |
| 2009      | According to Jim                         | Victoria               | 1 episodio                            |
| 2011-2017 | Switched at Birth                        | Regina Vasquez         | Rol principal, serie de TV ABC Family |

## Premios y nominaciones
- Soap Opera Digest Awards
  - 1991: Outstanding Female Newcomer (Daytime) - Santa Barbara (Nominada)

- ALMA Awards
  - 1998: Outstanding Actress in a Comedy Series - Union Square (Nominada)
  - 2007: Outstanding Actress (Television Series, Mini-Series or Television Movie) - The George Lopez Show (Nominada)
  - 2011: Favorite TV Actress- Supporting Role - Switched at Birth (Nominada)

- Young Artist Awards
  - 2004: Most Popular Mom & Pop in a Television Series - The George Lopez Show (Nominada) con George Lopez

- Imagen Foundation Awards
  - 2004: Best Actress in Television Drama - American Family: Journey of Dreams (Nominada)
  - 2004: Best Actress in Television Comedy - The George Lopez Show (Ganadora)
  - 2005: Best Actress (Television) - The George Lopez Show (Nominada)
  - 2006: Best Actress (Television) - The George Lopez Show (Nominada)
  - 2007: Best Actress (Television) - The George Lopez Show (Nominada)